# Phyllodistomum folium
Phyllodistomum folium är en plattmaskart. Phyllodistomum folium ingår i släktet Phyllodistomum och familjen Gorgoderidae. Inga underarter finns listade i Catalogue of Life.